# Juncus acutiflorus
Espèce
Classification APG III (2009)
Juncus acutiflorus, le Jonc à tépales aigus ou Jonc acutiflore, est une espèce de joncs de la famille des Juncaceae.

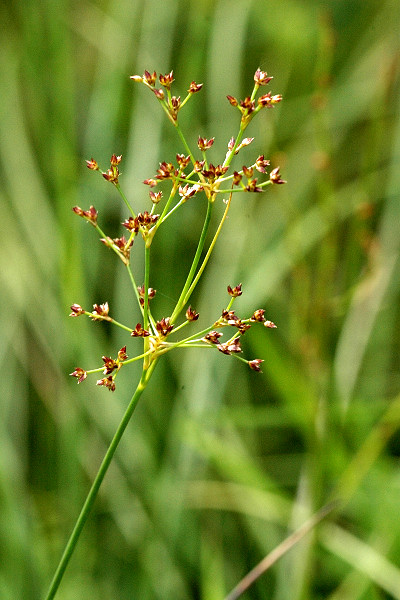
Détail de l'inflorescence

## Liste des sous-espèces
Selon World Checklist of Selected Plant Families (WCSP) (13 nov. 2010) :
- sous-espèce Juncus acutiflorus subsp. acutiflorus Ehrh. ex Hoffm. (1791)
- sous-espèce Juncus acutiflorus subsp. rugosus (Steud.) Cout. (1913)